# UNOWIS

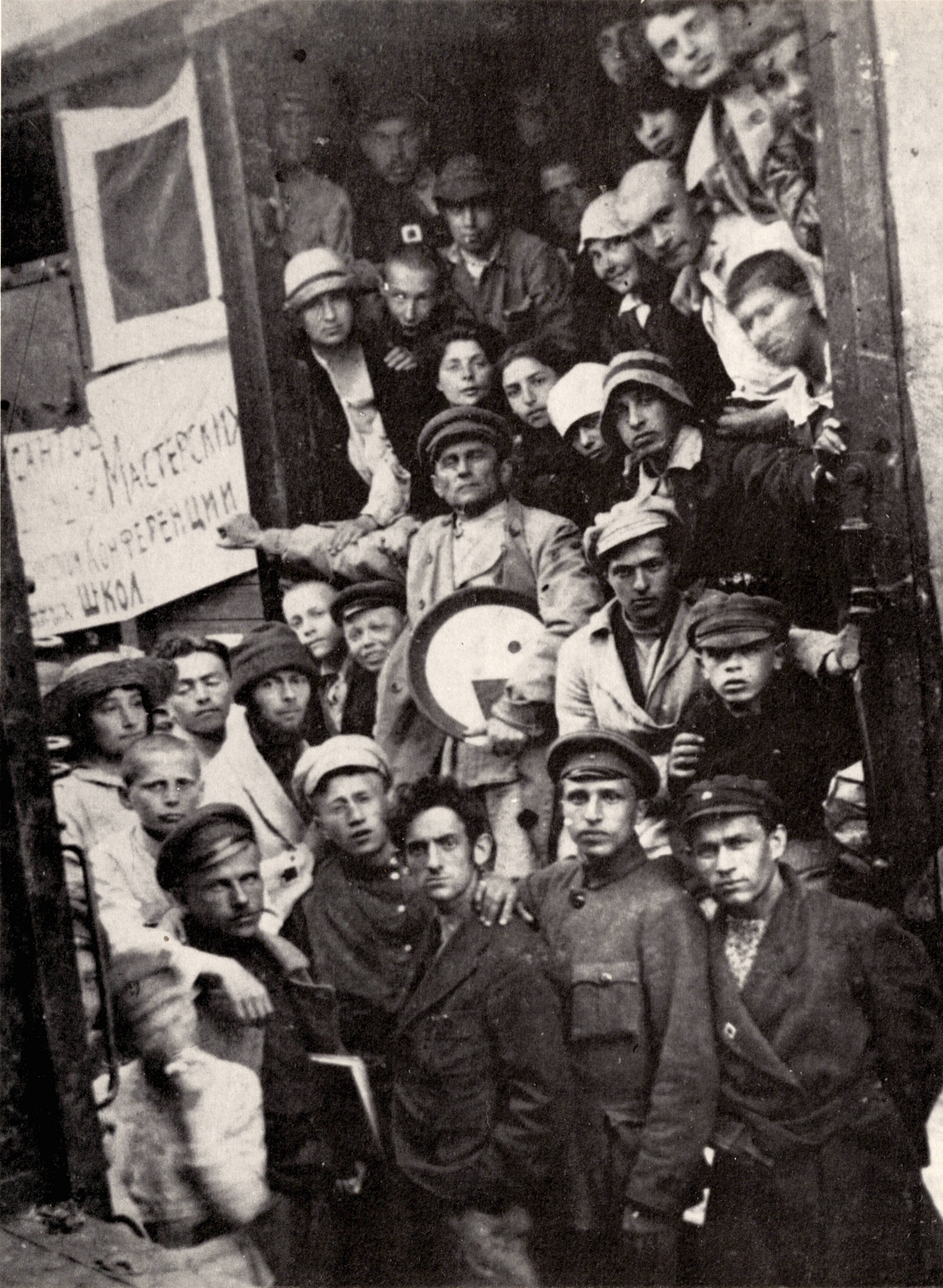
Die UNOWIS auf dem Weg nach Moskau zur Ersten Gesamtrussischen Konferenz der Kunstlehrer und -schüler (unbekannter Fotograf, 5. Juni 1920) Lazar Khidekel Family Archives and Collection

Die UNOWIS (russisch УНОВИС; Akronym für russisch Утвердители нового искусства Utwerditeli Nowowo Iskusstwa, deutsch Bestätiger der Neuen Kunst) war eine Künstlervereinigung in Witebsk, die von 1920 bis 1923 bestand. Sie wurde von Kasimir Malewitsch geleitet und hatte wesentlichen Einfluss auf die Entwicklung der russischen Kunst zu Beginn des zwanzigsten Jahrhunderts. UNOWIS gilt als eine der bedeutendsten Gruppen der russischen Kunst und war maßgeblich an der Verbreitung suprematistischer Ideen und ihrer Übertragung auf Design, Grafik, Architektur, Theater und Ballett verantwortlich. Von den Mitgliedern selbst wurde die Vereinigung oft als Kunstpartei bezeichnet.
Die UNOWIS ist eng mit der Öffentlichen Kunstschule Witebsk verbunden, von dessen Studenten und Lehrkräften sie gegründet wurde und wo Aufführungen und Treffen stattfanden. Trotz großer personeller und inhaltlicher Überschneidungen handelt es sich um zwei differenziert zu betrachtende Gegenstände. So war nicht jeder Student und Lehrer der Kunstschule Mitglied der UNOWIS und die UNOWIS weitete sich später über den Kreis der Kunstschule aus.

## Geschichte
Kasimir Malewitsch versuchte bereits vor UNOWIS eine Kunstgruppe um sich zu gründen. Die mit ihm im Zentrum stehende Gruppe Supremus bestand aus etwa zehn Künstlern, hatte wegen des Ersten Weltkrieges aber nur begrenzten Handlungsspielraum für die Verwirklichung der Losung Kunst ins alltägliche Leben, einer wesentlichen Forderung der jungen Avantgarde. Malewitsch ergriff schließlich die Chance, eine Stelle an der von Marc Chagall geleiteten und gegründeten Öffentlichen Kunstschule Witebsk anzunehmen. Witebsk war seit der Gründung einer Kunstschule durch Jehuda Pen 1896 das wichtigste Kunstzentrum Weißrusslands. Zur Zeit der Gründung der UNOWIS gehörte Witebsk zur Russischen Sozialistischen Föderativen Sowjetrepublik (RSFSR).

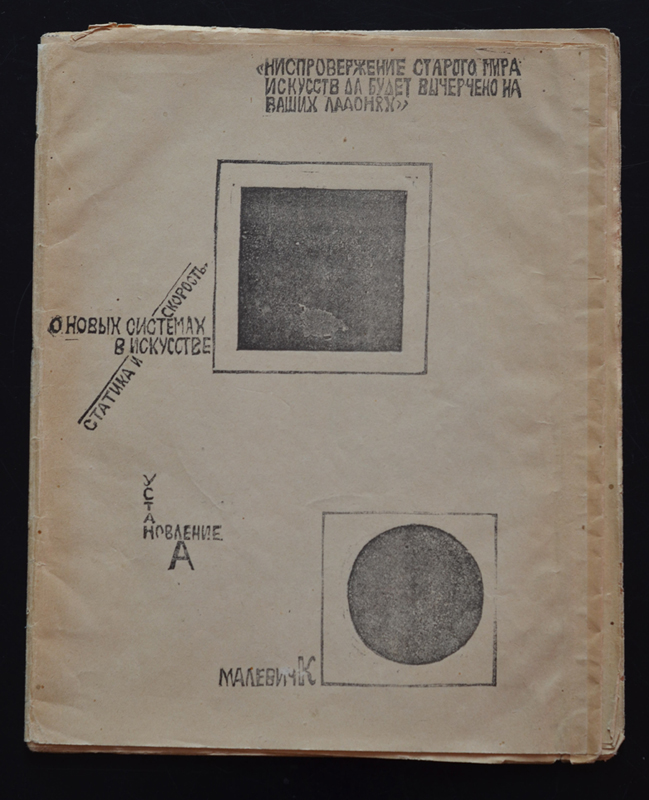
Malewitsch: Über das neue in der Kunst (Gestaltung von El Lissitzky), Witebsk, 1919. Privatsammlung

Im November 1919 traf Kasimir Malewitsch gemeinsam mit El Lissitzky, der ebenfalls einen Lehrauftrag an der Schule erhielt, in Witebsk an der Volkskunstschule ein. An der Schule lehrten zu dieser Zeit Marc Chagall, Dawid Jakerson, Wera Jermolajewa, Nina Kogan, Jehuda Pen und Alexander Romm. Nach Malewitschs Ankunft fand eine Woche später die Erste Staatliche Ausstellung von Gemälden Moskauer und lokaler Künstler statt, auf der Werke von Chagall, Malewitsch, Wassily Kandinsky, Olga Rosanowa, Robert Falk und anderen gezeigt wurden. Während der Ausstellung wurden auch diverse Vorträge gehalten und Malewitsch unter den Studenten sehr gefragt. Noch 1919 wurde Malewitschs Text Über das neue in der Kunst in einer Auflage von 1.000 Exemplaren von den Studenten lithografisch gedruckt.
Malewitsch gewann schnell Anhänger für seine suprematistische Kunstauffassung. Die ersten, die sich ihm anschlossen, waren Lissitzky, Jermolajewa und Kogan. Malewitschs Einfluss war enorm, so wechselte etwa Lissitzky, der zuvor figurative Malerei im Stile Chagalls schuf, innerhalb von Wochen zur Abstraktion, die er zu seinem Tod nicht mehr ablegte. Auch Jermolajewa und Kogan schufen vor 1919 gegenständliche Werke. Diese Gruppe der älteren Kubisten unter den Lehrpersonen half zur Verbreitung von Malewitschs Ideen enorm. Neben Lehrern, die sich Malewitsch anschlossen, unterstützen schnell auch diverse Schüler der Öffentlichen Kunstschule Witebsk den Suprematismus. Diese Entwicklung wurde auch durch einen bedeutenden Auftrag im November 1919 beschleunigt. Für den zweiten Jahrestag des Witebsker Komitees zur Bekämpfung der Arbeitslosigkeit am 4. Dezemberjul. / 17. Dezember 1919greg. sollten große Wanddekorationen an den Weißen Baracken, dem Sitz des Komitees geschaffen werden, sowie das Stadttheater renoviert werden, wo die Feierlichkeiten stattfinden sollten. Retrospektiv wurde diese Arbeit als Werk der UNOWIS gesehen, die jedoch erst kurz später wirklich gegründet wurde.
Ende 1919 oder Anfang 1920 machten einige Studenten mit Malewitsch eine Exkursion nach Moskau zu seiner ersten Einzelausstellung, die 16. Staatsausstellung der Abteilung für Bildende Künste (ISO) des Volkskommissariats für Aufklärung der RSFSR. Dabei gab es eventuell eine Begegnung der Studenten mit Wladimir Majakowski. Auch die Exkursion führt zu einer starken Bindung zwischen den Studenten und Studentinnen und Malewitsch.

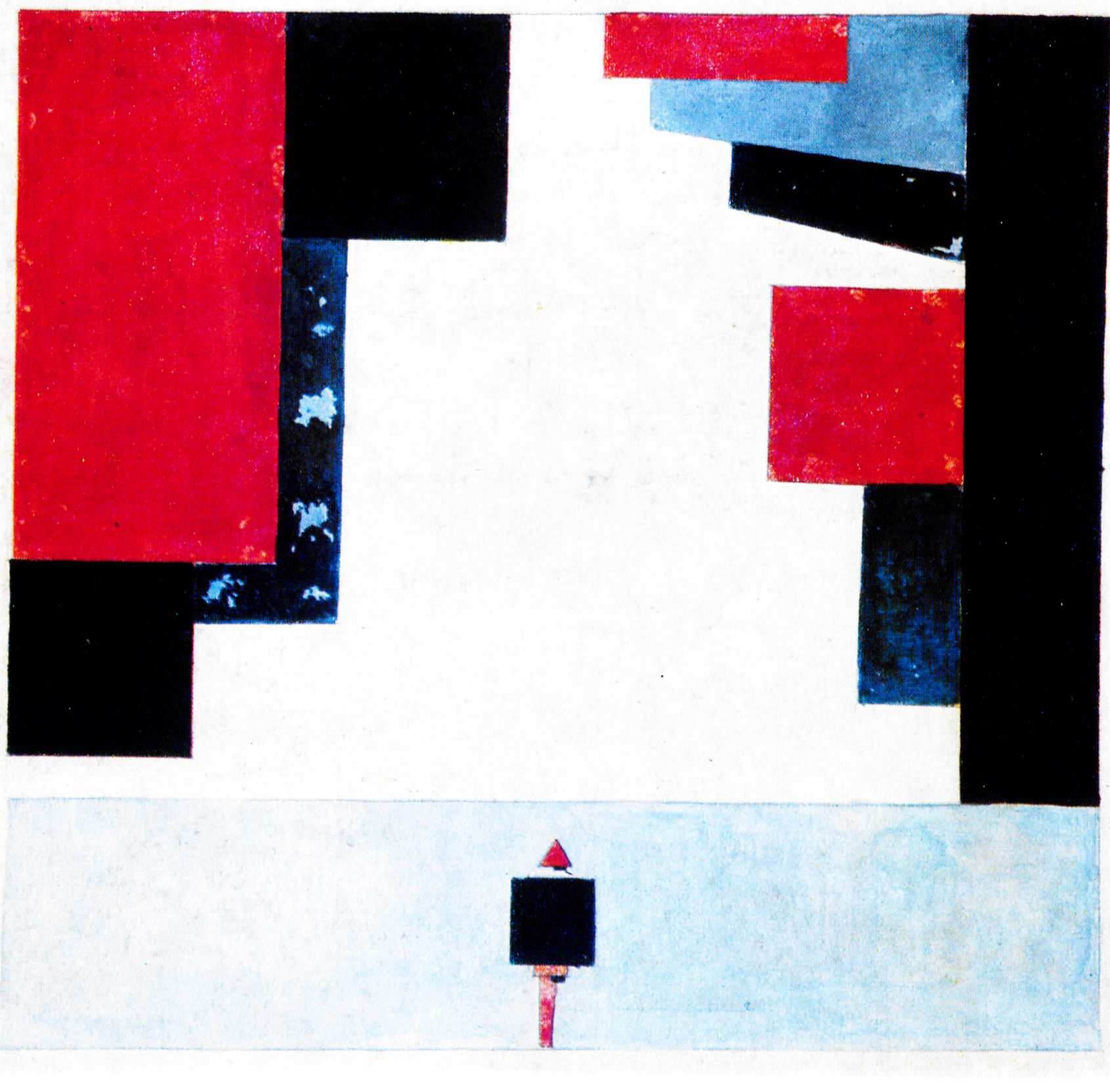
Nina Kogans Entwurf für den Vorhang des suprematistischen Balletts (aus UNOWIS-Almanach 1, 1920, S. 20) Tretjakow-Galerie Fond 76/9 Manuskriptabteilung

Am 19. Januar 1920 bildeten Studenten der Öffentlichen Kunstschule Witebsk die Gruppe MOLPOSNOWIS (Junge Anhänger der neuen Kunst). Nur neun Tage später schlossen sie sich mit den älteren Kubisten zusammen und nannten sich nun POSNOWIS (Anhänger der neuen Kunst). Am 6. Februar 1920 sollte als Eröffnungstag einer sogenannten Frontwoche die Oper Sieg über die Sonne aufgeführt werden. Alexei Krutschonych hatte das Libretto geschrieben, Jermolajewa entwarf unter Malewitschs Leitung die Kostüme und Bühnenbilder. Im Anschluss an die Oper wurde das Suprematistische Ballett von Nina Kogan aufgeführt, welches als Vorwegnahme der Performance als Kunstform gesehen werden kann. Im Anschluss wurde eine öffentliche Vorlesung von Michail Noskow über neue Kunst gehalten. Am 14. Februar 1920 entschied man sich, den Namen in UNOWIS umzubenennen, der mehr Selbstbewusstsein ausstrahlen sollte.
Im Juni erschien auch die wichtigste Publikation der UNOWIS, der UNOWIS-Almanach Nr. 1 in einer Auflage von fünf Exemplaren auf Schreibmaschine und versehen mit Handzeichnungen. Dies geschah nicht aus künstlerischer Überlegung, man wollte eigentlich nicht ein Manuskript oder Künstlerbuch schaffen, sondern verfechtete die Massenproduktion, dies ließ sich aufgrund der Situation – der Staat war noch kaum industrialisiert und es herrschte Bürgerkrieg – nicht verwirklichen. Der Almanach erläuterte die UNOWIS als kollektive Gruppe, die nach einer neuen kollektiven Kunstform strebt, in der nicht das einzelne künstlerische Genie im Vordergrund steht, sondern ein künstlerisches Programm, die von vielen Menschen geschaffen und transformiert wird. Dies ist auch der Grund, warum einige Künstler und Künstlerinnen ihre Werke nicht mit ihrem Namen, sondern mit der Signatur UNOWIS versahen. Die UNOWIS war die erste Kunstgruppe des 20. Jahrhunderts, die eine solche kollektive Ausstellungs- und Arbeitsweise hatten, eine Revolution des Verständnisses der Rolle des Künstlers, dessen „Erfindung“ lange Zeit der Künstlergruppe OBMOChU zugeschrieben wurde.
Vom 15. Februar bis zum 1. März 1920 feierte die Öffentliche Kunstschule Witebsk ihren ersten Geburtstag mit der Eröffnung der Zweiten Ausstellung von Studentenwerken, bei der 350 Werke gezeigt wurden, hauptsächlich von Mitgliedern der UNOWIS. Die Schau zog 3.000 Besucher an und das Museum für Malkultur Witebsk, welches von der Kunstschule organisiert wurde, erwarb 17 der gezeigten Werke. Bis zu diesem Zeitpunkt hatte das Museum bereits 50 Werke von 36 Studenten der Kunstschule erworben.
Am 6. Juni 1920 reiste die Gruppe nach Moskau, um dort an der Ersten Gesamtrussischen Konferenz der Kunstlehrer und -schüler teilzunehmen. Für diese Fahrt wurde eigens ein Eisenbahnwaggon mit Dekorationen von Nikolai Suetin geschmückt. Bei der Abfahrt ist das berühmteste Gruppenporträt der UNOWIS entstanden, welches am Anfang des Artikels zu sehen ist. In Moskau wurde der gerade erst fertiggestellte Almanach präsentiert und Reden gehalten. UNOWIS profilierte sich bei diesem Anlass als radikalste und fortschrittlichste unter den Kunstschulen in der RSFSR. Es wurden zudem diverse Kontakte in andere Städte geknüpft – nach Perm, Jekaterinburg, Saratow und Samara. Bereits zuvor hatten Katarzyna Kobro und Władysław Strzemiński eine UNOWIS-Gruppe in Smolensk und Iwan Kudrjaschow die Orenburger UNOWIS gegründet.
In den Jahren 1920 bis 1921 war die UNOWIS an diversen Festivitäten in Witebsk beteiligt. Zu fast jeder großen Veranstaltung und an diversen Bereichen des Lebens war die UNOWIS beteiligt. Sie schufen Dekorationen für Häuser und Straßenbahnen, entwarfen Ladenschilder, Wegweiser und sogar Lebensmittelmarken. Neben diesen künstlerischen Disziplinen war sich die UNOWIS auch der Bedeutung der Architektur für ihre Kunstauffassung bewusst. Von großen Einfluss war hier Lissitzky, der die Architekturwerkstatt der Kunstschule von Herbst 1919 bis Ende 1920 leitete. Nach seinem Weggang waren Ilja Tschaschnik und Lasar Chidekel die prägenden Figuren für die Architektur der UNOWIS. Lissitzky begann schon Ende 1919 seinen Werken neben dem üblichen suprematistischen Elementen ein hohes Maß an Dreidimensionalität zu geben. Malewitsch nutzte zwar schon ab 1915 sporadisch räumliche suprematistische Elemente in seinen Gemälden, verfolgte diesen Ansatz aber nur gering, während Lissitzky diesen Aspekt in den Mittelpunkt rückte. Seine Werke sind oft von verstörenden inkonsistenten Perspektiven, die den Standpunkt des Betrachters in Frage stellen. Diese Arbeiten bezeichnete er ab Mitte 1920 als PROUN, was eine Abkürzung für proekt Unowisa (deutsch Projekt von UNOWIS) ist. Der bedeutendste und erste architektonische Entwurf der UNOWIS stammt von Ilja Tschaschnik. Er entwarf eine Rednertribüne, die später von Lissitzky überarbeitet wurde, und für die letzterer großen Ruhm erlangte, obwohl er dessen Urheberschaft nie für sich beanspruchte. Die Tribüne hebt scheinbar die Gesetze der Schwerkraft auf, indem sie sich erstaunlich schräg neigt, statistisch wird dies durch einen großen Betonblock ermöglicht. Die Bühne sollte in Smolensk errichtet werden, was jedoch nie verwirklicht wurde.

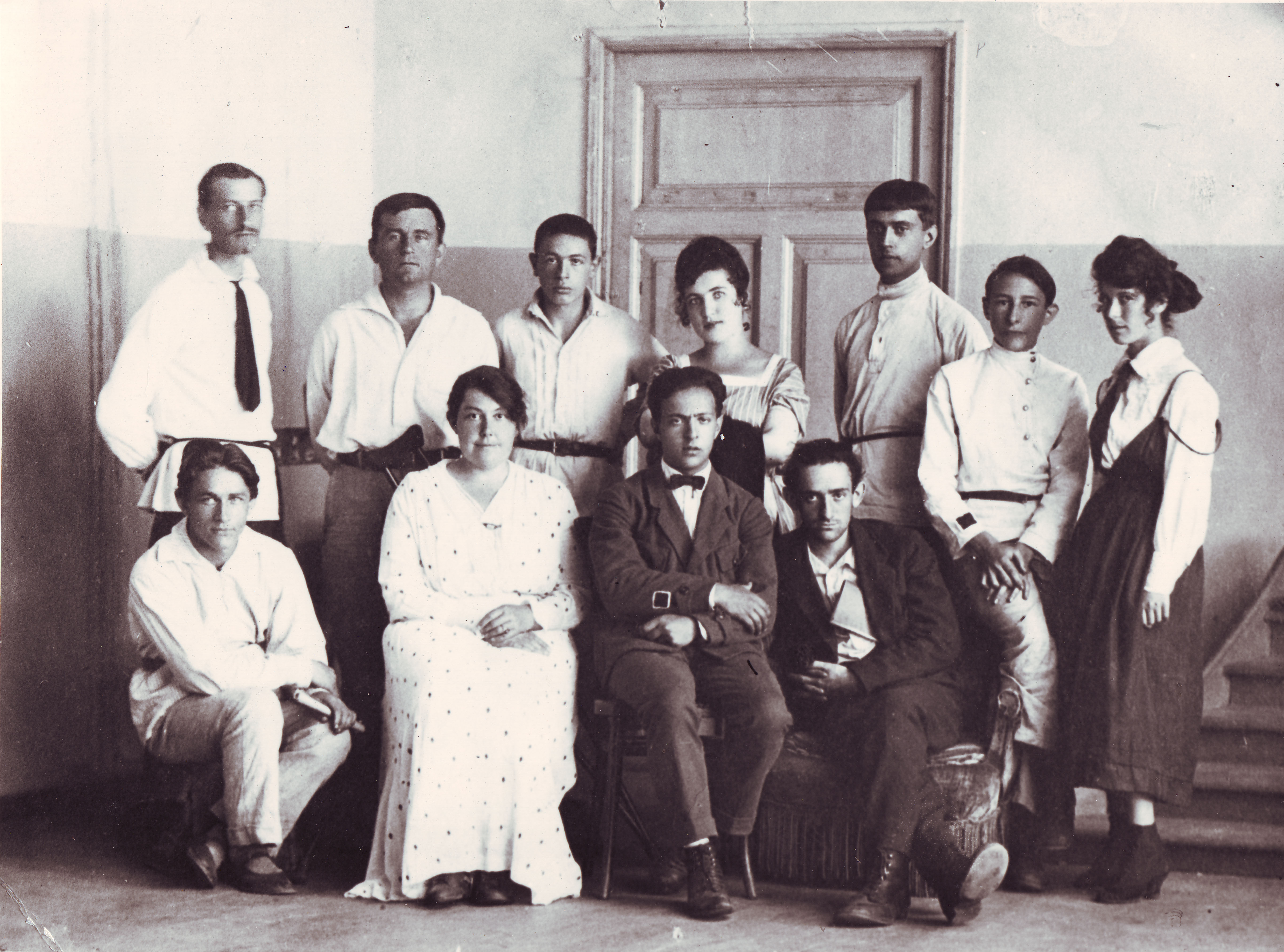
Mitglieder der UNOWIS 1922 in Witebsk

Es bildete sich bald ein sogenanntes Schöpferisches Komitee, welches für die Organisation und Überwachung aller Aktivitäten zuständig waren. Jermolajewa war Sekretärin des Komitees und Ossip Bernstein ihr Archivar. Von 1920 bis 1922 waren Malewitsch, Jermolajewa und Kogan ständige Mitglieder des Komitees. Lissitzky, Tschaschnik, Chidekel, Iwan Gawris, Nikolai Suetin, Georgi Noskow, Iwan Tscherwinko, Lew Judin und Natan Efros arbeiteten alle zur einen oder anderen Zeit im Komitee. Besonders letztere Figur ist insofern interessant, da Efros kein Maler, sondern ein professioneller Rezitator von Gedichten war. Efros las auch beim Abend von UNOWIS, eine Reihe die im Herbst 1921 stattfand. Er las bei dem ersten Abend der Reihe am 17. September 1921 den Poem Krieg und Frieden von Wladimir Majakowski. Jermolajewa und Lew Tsiperson gestaltete dazu ein Bühnenbild und Malewitsch las einige Gedichte.
1921 wurden im Volkskommissariat für Aufklärung der RSFSR die Zuständigkeitsbereiche für kunstausbildende Institutionen verlegt. Als Folge dessen blieben die Lehrkräfte der Schule lange Zeit unbezahlt. Bereits im Juni 1922 war Malewitsch aufgrund dessen nach Petrograd zurückgekehrt. Auch der Abschluss von zehn Studenten an der Schule war ein Grund für die langsame Auflösung der UNOWIS. Die meisten Protagonisten zogen ebenfalls nach Petrograd, so etwa Jermolajewa, Suetin, Chidekel, Tschaschnik, Judin, Anna Kagan, Magaril und Jefim Rojak. Viele von ihnen verfolgten die Ideen der UNOWIS weiter, insbesondere am 1924 gegründeten GINChUK.
Malewitsch versuchte die UNOWIS weiterleben zu lassen, was jedoch nicht gelang. So schrieb er noch im Mai 1924 den Text UNOWIS: Suprematistisches Manifest und nutzte den Begriff unowistisch noch in einem Brief Ende 1924 an holländische Künstler. Der Name UNOWIS lebte auch in einer Person weiter, Malewitschs Tochter Una Malewitsch (1920–1989) wurde nach der Künstlergruppe benannt. Auch der polnische Unismus, der von Kobro und Strzemiński in Polen begründet wurde, geht theoretisch wie begrifflich auf die Theorie der UNOWIS zurück.

## Ausstellungen und Beteiligungen
- Zweiten Ausstellung von Studentenwerken [1. UNOWIS-Ausstellung Witebsk], Öffentliche Kunstschule Witebsk, 15. Februar bis 1. März 1920 (Beteiligung)[1]
- Ersten Gesamtrussischen Konferenz der Kunstlehrer und -schüler [1. UNOWIS-Ausstellung Moskau], Moskau, 5. Juni 1920 (Beteiligung)[1]
- [2. UNOWIS-Ausstellung Witebsk], Witebsk, 28. März 1921[1]
- [2. UNOWIS-Ausstellung Moskau], Cézanne-Klub der WChUTEMAS Moskau, 4. bis 8. Juni 1921 (mit UNOWIS Smolensk und Orenburg)[1]
- [3. UNOWIS-Ausstellung Moskau], INChUK Moskau, Dezember 1921[2]
- [4. UNOWIS-Ausstellung], Moskau, März bis April 1922 (Beteiligung)[1][2]
- [3. UNOWIS-Ausstellung Witebsk], Praktisches Kunstinstitut Witebsk, 14. bis 20. Mai 1922
- Erste Russische Kunstausstellung Berlin 1922, Galerie Van Diemen & Co Berlin, 15. Oktober bis Ende 1922; Stedelijk Museum Amsterdam, 29. April bis 28. Mai 1923 (Beteiligung)
- Werke Petrograder Künstler aller Tendenzen, 1918–1923, ehemalige Akademie der Schönen Künste Petrograd, Sommer 1923 (Beteiligung)

## Dokumente
Die folgenden Texte wurden von UNOWIS-Mitgliedern während ihrer Zeit als Mitglieder geschrieben und beziehen sich direkt auf die UNOWIS, ihre Ziele und Geschichte.

### Satzung der UNOWIS (Mai 1920–1921)
Die erste bekannte Fassung ist auf den 15. Mai datiert, die letzte auf das Datum 1921.
- Die erste Variante der Statuten ist auf den 15. Mai 1920 datiert, diese ist allerdings bisher nur in russischer Sprache publiziert worden: Alexander Lisov: UNOVIS, partiia Malevicha. In: Tatiana Kotovich (Hrsg.): Malevich, klassicheskii avangard, Vitebsk. Band 4. Vitebskii Oblastnoi Kraevedcheskii Muzei, Vitebsk 2000, S. 19–21.
- The Statutes of UNOVIS [Vitebsk, 1920]. In: Chagall Lissitzky Malevich. The Russian Avant-Garde in Vitebsk, 1918–1922. Prestel, München/ London/ New York 2018, ISBN 978-3-7913-5807-9, S. 246.
- Eine alternative Fassung und 1921 erweiterte Fassung ist abgedruckt in: Anna Kafetsi (Hrsg.): Russian Avant-Garde 1910–1930. The G. Costakis Collection. Ministry of Culture, Athen 1995, S. 564–565.

### UNOWIS-Almanach Nr. 1 (Juni 1920)
Der sogenannte UNOWIS-Almanach wurde im Juni 1920 in einer Auflage von fünf Exemplaren hergestellt. Texte aus dem Almanachen wurden veröffentlicht als:
- Nina Kogan: Concerning the Suprematist Ballet. In: Chagall Lissitzky Malevich. The Russian Avant-Garde in Vitebsk, 1918–1922. Prestel, München/ London/ New York 2018, ISBN 978-3-7913-5807-9, S. 247.

### Flugblätter und sonstige Texte
- Creative Committee of UNOVIS [Kazimir Malevich]: We Want! [Vitebsk, 1920]. In: Chagall Lissitzky Malevich. The Russian Avant-Garde in Vitebsk, 1918–1922. Prestel, München/ London/ New York 2018, ISBN 978-3-7913-5807-9, S. 243–244.
- Ivan Gavris: A Short History of the Origins of UNOVIS [Vitebsk, 1920]. In: Chagall Lissitzky Malevich. The Russian Avant-Garde in Vitebsk, 1918–1922. Prestel, München/ London/ New York 2018, ISBN 978-3-7913-5807-9, S. 244–245.
- Lev Yudin: Journal (excerpt) [Vitebsk, November 13, 1921]. In: Chagall Lissitzky Malevich. The Russian Avant-Garde in Vitebsk, 1918–1922. Prestel, München/ London/ New York 2018, ISBN 978-3-7913-5807-9, S. 248–249.
- Lev Yudin: Journal (excerpt) [Vitebsk, December 14, 1921]. In: Chagall Lissitzky Malevich. The Russian Avant-Garde in Vitebsk, 1918–1922. Prestel, München/ London/ New York 2018, ISBN 978-3-7913-5807-9, S. 249–250.
- Lev Yudin: Journal (excerpt) [Vitebsk, February 12, 1922]. In: Chagall Lissitzky Malevich. The Russian Avant-Garde in Vitebsk, 1918–1922. Prestel, München/ London/ New York 2018, ISBN 978-3-7913-5807-9, S. 250–251.

## Mitglieder
| Witebsker UNOWIS - Josif Baitin (1905–1985) - Teofil Beinarowitsch (Lebensdaten unbekannt) - Fanja Belostotskaja (1904–1980) - Ossip (Josif) Bernstein (?–1921/22) - Lasar Chidekel (1904–1986) - Josif Etingof (Lebensdaten unbekannt) - N. M. Feigelson (Lebensdaten unbekannt) - Sonja M. Gandel (Lebensdaten unbekannt) - Iwan Gawris (1890–möglicherweise 1937) - A. Girutskaja (Lebensdaten unbekannt) - Emma (Emilia) Gurowitsch (1899–1980) - Natalja Iwanowa (1900–1979) - Dawid Jakerson (1896–1947) - Wera Jermolajewa (1893–1937) - Lew Judin (1903–1941) - Anna (Chaja) Kagan (1902–1974) - L. Kljatskina (Lebensdaten unbekannt) - Nina Kogan (1889–1942) - Moissei (Michail) Kunin (Lebensdaten unbekannt) - El Lissitzky (1890–1941) - Jewgenia Magaril (1902–1986) - Kasimir Malewitsch (1878–1935) - Tatjana Meerson (1906–?) - Pjotr Mituritsch (1887–1956) - B. Noskow (Lebensdaten unbekannt) | - Georgi Noskow (1902–?) - Michail Noskow (Lebensdaten unbekannt) - Jefim Rojak (1906–1987) - Magaril Rojak (Lebensdaten unbekannt) - Dmitri Sannikow (1903–?) - B. Seitlin (?–1922/23) - Tschaim Seldin (1888– nach 1941) - Sergei Senkin (1894–1963) - Lew Sewin (Lebensdaten unbekannt) - Wladislaw Strscheminski (1893–1952) - Lasar Superman (?–1922/23) - Nikolai Suetin (1897–1954) - Ilja Tschaschnik (1902–1929) - Iwan Tscherwinko (1890– nach 1941) - Boris Tseitlin (?–1920) - Lew (Leiba) Tsiperson (1899–1963) - Moissei (Michail) Wexler (1898–1976) - Efraim (Arkadi) Wolchonski (1902–1945) Smolensker UNOWIS - Katarzyna Kobro (1898–1951) - Władysław Strzemiński (1893–1952) Orenburger UNOWIS - Iwan Kudrjaschow (1896–1972) - N. A. Timofejewa (Lebensdaten unbekannt) |